# 柯里野鯪
柯里野鯪，為輻鰭魚綱鯉形目鯉科的其中一個種。被IUCN列為極危保育類動物，分布於非洲賴比瑞亞聖保羅河流域，本魚背面輪廓中凸，吻寬，圓嘴，尾柄厚，背鰭軟條14枚；臀鰭軟條8枚，體長可達16公分。

## 扩展阅读
維基物種上的相關：柯里野鯪